# Forma (tipografia)
In una getteria la forma, unita alla matrice, è uno stampo di fusione per la realizzazione dei caratteri mobili, mediante colatura della lega tipografica.

## Descrizione
La forma è costituita da due parti identiche in acciaio, combacianti e intercomunicanti, rivestite con blocchi di legno, materiale usato come isolante per il calore emanato dal metallo fuso.
Ciascuna parte è composta da una piastra su cui è avvitato un piatto scanalato, detto letto, e un volume cavo la cui forma è metà tronco di piramide, detto boccame. Sul letto è avvitato un ulteriore piatto da cui sporge una testa a parallelepipedo, detta sguanza.
Per chiudere la forma si fanno combaciare le due parti in modo che ciascuna sguanza scorra fino in fondo alla scanalatura del letto dell'altra parte.
In questo modo i due boccami si uniscono a formare un imbuto il cui incavo, detto vuoto del boccame, abbia la forma di un tronco di piramide completo.
Sguanze e piatti sono realizzati in modo che sotto al vuoto del boccame si formi un volume cavo a forma di parallelepipedo, detto vuoto del prisma, tra le due parti della forma.
Sotto al vuoto del prisma c'è lo spazio per alloggiare la matrice tra due registri, mediante una molla ad arco, detta archetto.
In questo modo forma e matrice costituiscono uno stampo in cui è colata la lega tipografica, che una volta indurita diventa un carattere recante in rilievo il segno scavato nella forma.
L'uncinetto, detto anche "stringhetto", è usato per facilitare il distacco del carattere dalla forma, separate le due parti.

## Galleria d'immagini
- Forma per il getto dei caratteri tipografici:
A. tubo o boccame 
 B. letto 
C. sguanze 
D.E. archetto 
a.b. uncinetto (dall'Encyclopedie, 1763).

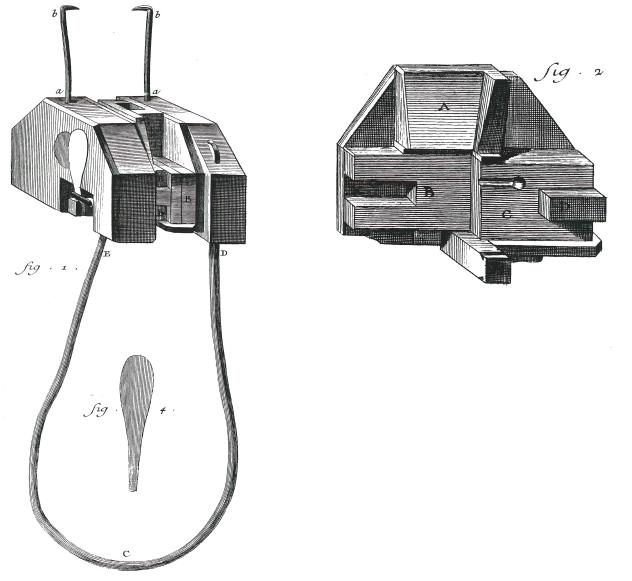
Forma per il getto dei caratteri tipografici: A. tubo o boccame B. letto C. sguanze D.E. archetto a.b. uncinetto (dall'Encyclopedie, 1763).
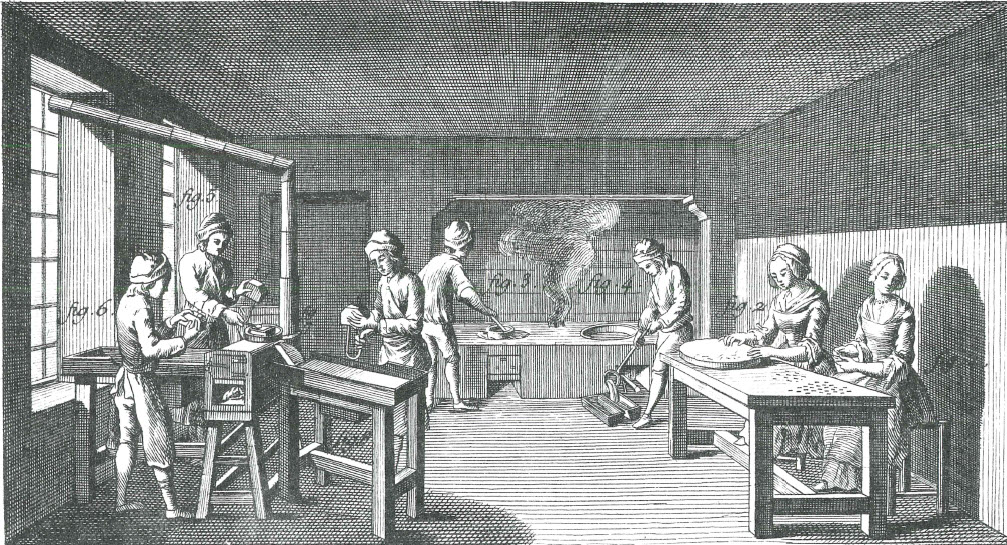
Getto dei caratteri tipografici (dall'Encyclopedie, 1763)